# Сэмэни

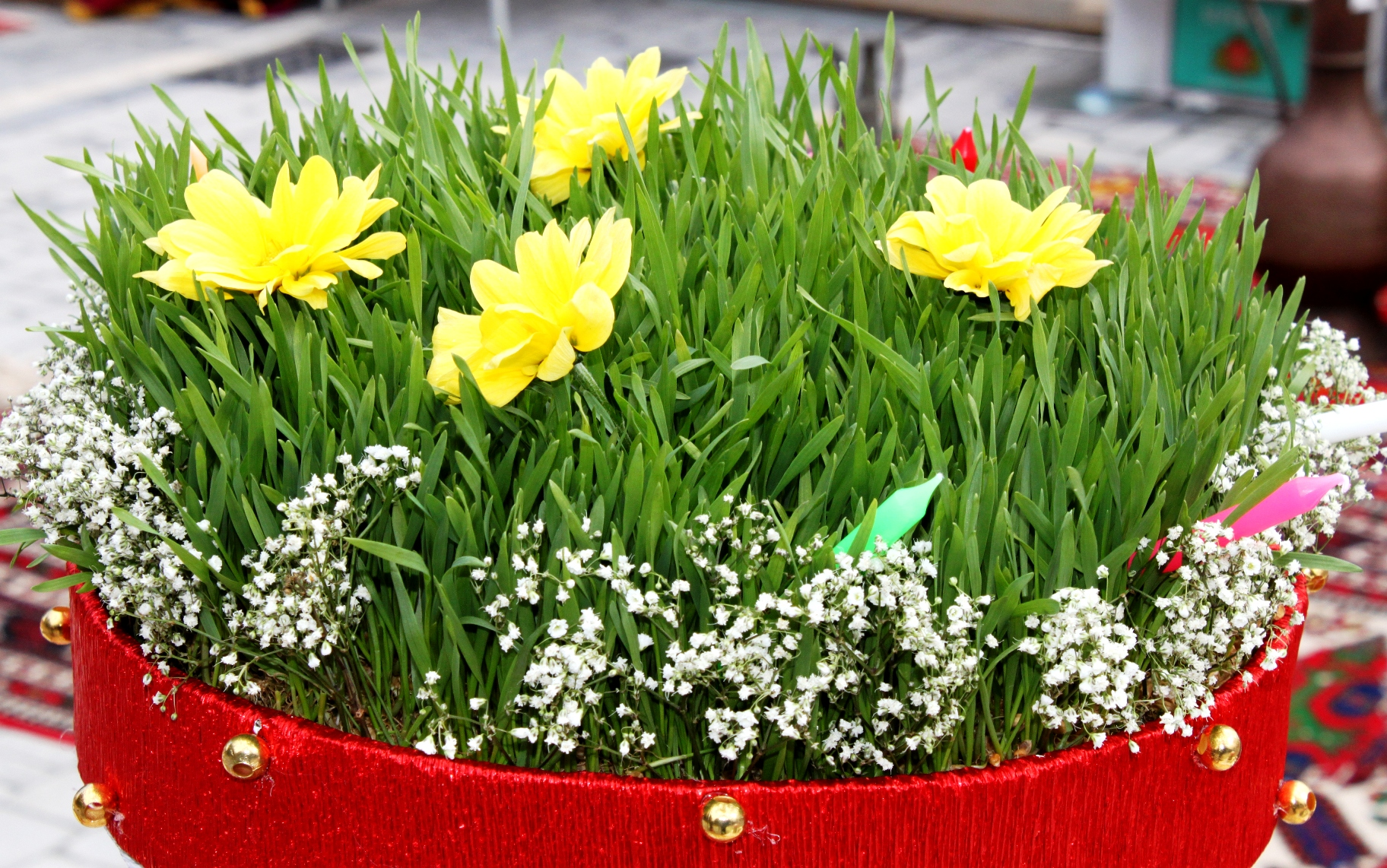
Праздничный сэмэни

Сэмэни́ (азерб. Səməni) — проросшая пшеница (солод), один из главных атрибутов праздника Новруз, который отмечается в Азербайджане и в Туркменистане 20−21 марта. Является символом весны и плодородия, благополучия и достатка. Имеет также магическое и культовое значения.

## История сэмэни

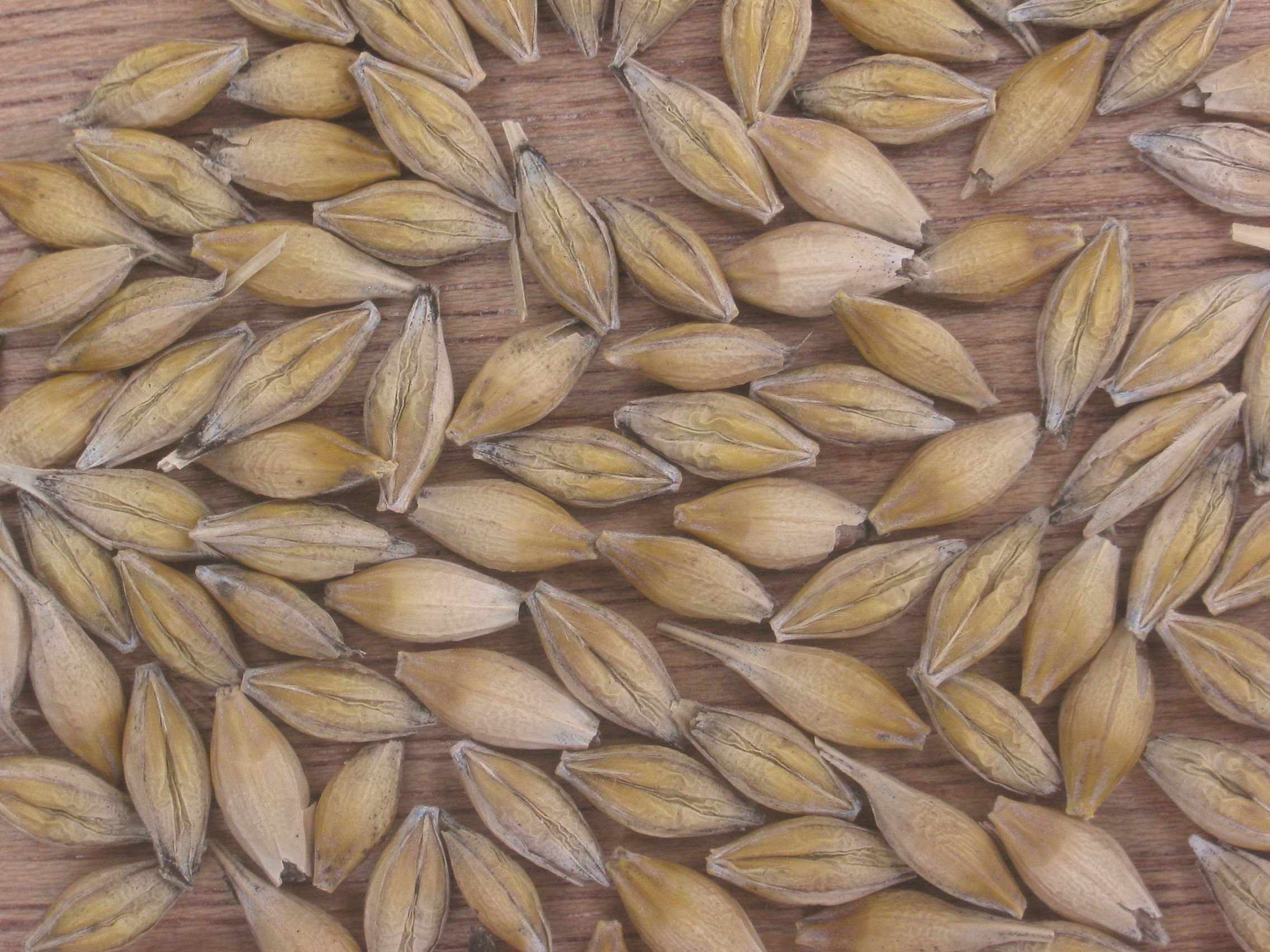
Зёрна ячменя, из которого также готовят сэмэни

В древности сэмэни готовили в основном из семян посевной пшеницы. Сэмэни, выращиваемый в искусственных емкостях, позволял проверить качество семян, которые готовились посеять весной. Если сэмэни хорошо созревал и вырастал до нужных размеров, то это означало, что уродится хороший урожай. Иногда сэмэни готовили из других злаковых, например ячменя.
Сэмэни является одним из главных и обязательных атрибутов праздничного стола, наряду с шекербурой, пахлавой и гогалом. Считается, что сэмэни обязательно должен быть выращен в домашних условиях, чтобы дома в этом году было изобилие и достаток. При этом эксперты считают неправильным покупку готовых сэмэни на рынках.

## Приготовление
Сэмэни тою́ (азерб. Səməni toyu «Свадьба сэмэни») — обряд приготовления сэмэни; сопровождается ритуальными национальными песнями и танцами.

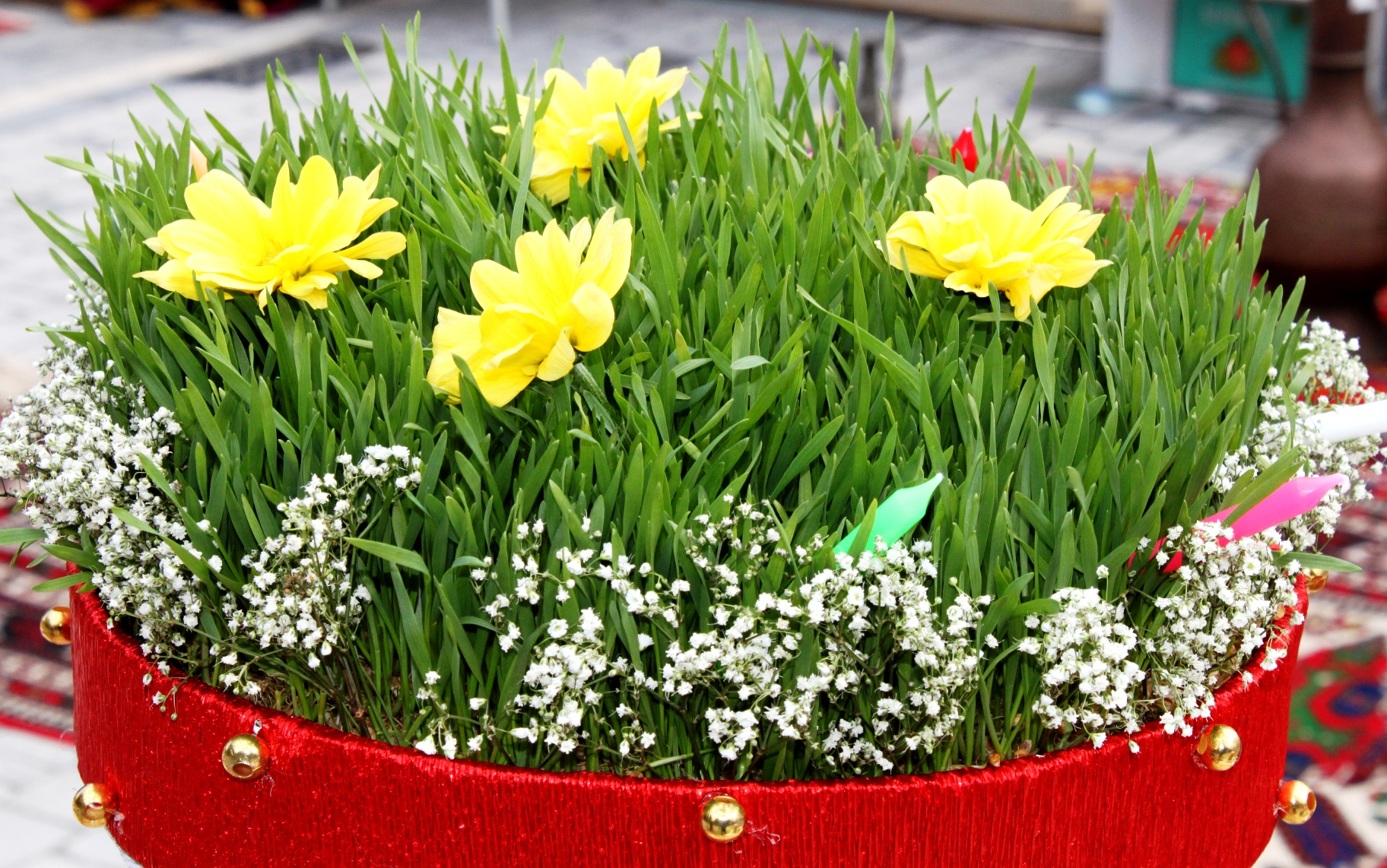
Сэмэни на праздничном столе

Сэмэни в праздничной корзине

Сэмэни начинают готовить за две недели до праздника Новруз, который отмечают 20−21 марта. пшеницу собирают в клубок марли и замачивают на несколько дней меняя воду каждый день. По окончании процесса замачивания пшеницу раскладывают на подносе (или аналогичной посуде) и регулярно опрыскивают водой. Как раз к 20 марта сэмэни вырастает до нужной высоты, которая колеблется в пределах 20 см.

## Обряды

### Обряд поручительства
В Азербайджане существуют множество обрядов, связанных с сэмэни и в зависимости от регионов, они отличаются друг от друга. В частности в Губинском районе распространен интересный обряд, по которому в последнюю среду праздника Новруз неплодоносящие фруктовые деревья «берутся на поруки». Процесс поручительства состоит в том, что кто-либо, взяв топор, намеревается срубить неплодоносящее дерево. В это время к нему подходит другой человек и спрашивает о причине его намерения, на что тот отвечает, что дерево не плодоносит. Тогда противник срубки упрашивает первого не рубить дерево и берет его на поруки до следующего года. Так происходит со всеми неплодоносящими деревьями и в результате ни одно из них не срубается.

### Лечение бесплодия
Другой из обрядов с использованием Сэмэни, связан с лечением бесплодия у женщин. Считается, что если женатый человек, имеющий семью, будет держать созревший Сэмэни над головой бесплодной женщины и проливать на её голову воду, которым опрыскивали это сэмэни, а другой человек будет резать ростки сэмэни и бросать их на голову этой женщины, при этом приговаривая: «Ay bunu göyərdən, bu gəlini də göyərt» («Взрастивший это, помоги взрастить и эту невесту»), — то бесплодная женщина в скором времени забеременеет.

## В музыке
- «Сэмэни», детская песня. Музыка азербайджанского композитора Октая Зюльфугарова, слова поэта Теймура Эльчина.[7]
- «Səməni nazlı gəlin», песня. Музыка и слова азербайджанского певца и композитора Мамедбагира Багирзаде.
- «Сэмэни», песня. Музыка азербайджанского композитора Алекпера Тагиева. Исполняла — народная артистка СССР Зейнаб Ханларова.
- «Сэмэни», азербайджанская народная песня.[8]

## В поэзии
- «Səməni nəğməsi» (рус. «Песня сэмэни»), стихотворение. Автор — поэт, публицист Абульфат Мадатоглу. Баку, 1988, изд. «Гянджлик», 61 стр.
- «Сэмэни», стихотворение. Автор — поэт, доктор педагогических наук, профессор, действительный член Российской Академии педагогических и социальных наук Аждар Агаев.[9]

## В драматургии
- «Сэмэни», драматическая поэма азербайджанской писательницы Айгюн Гасаноглу. Постановка драмы состоялась в Театре юного зрителя в Баку.[10]

## В филателии
Образ Сэмэни нашел своё отражение на почтовой марке СССР 1991 года, посвященной празднованию Новруза в Азербайджане, а также на почтовых марках Азербайджана, выпущенных в 1996 и 2011 гг.

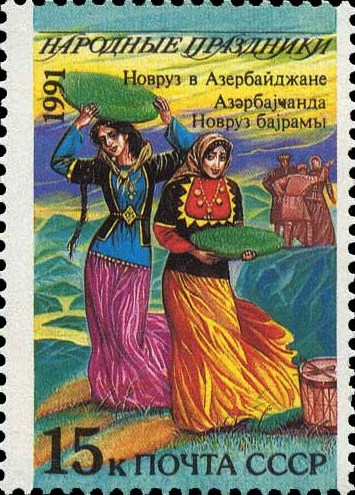
Почтовая марка СССР, 1991
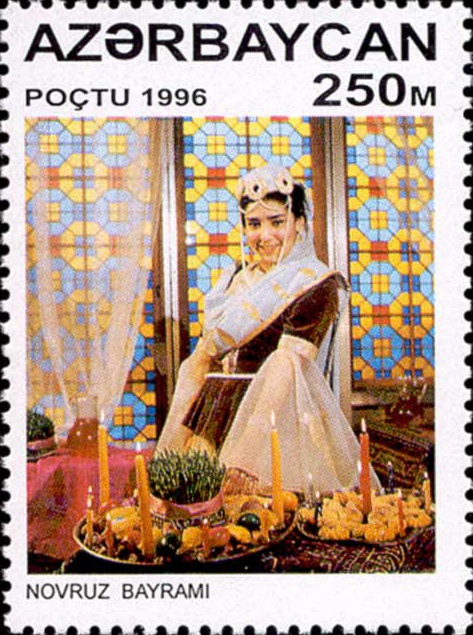
Почтовая марка Азербайджана, 1996
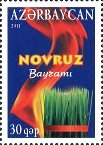
Почтовая марка Азербайджана, 2011

## Интересные факты
В марте 2008 года, во время празднования Новруза, в Бардинском районе Азербайджана был установлен сэмэни диаметром 4,3 и высотой 6 метров. Трехэтажное сэмэни состояло из 6 частей. Для его изготовления было использовано 80 кг пшеницы и 800 метров капроновых труб.
В азербайджанском городе Мингячевир есть мотель под названием «Сэмэни».
Ежегодно, в рамках мероприятий по празднованию Новруза в Азербайджане, среди учащихся средних учебных заведений проводтся конкурсы на «Лучшую Сэмэни», организаторами которых выступают местные органы исполнительной власти и региональные отделения министерства образования.

## Фотогалерея

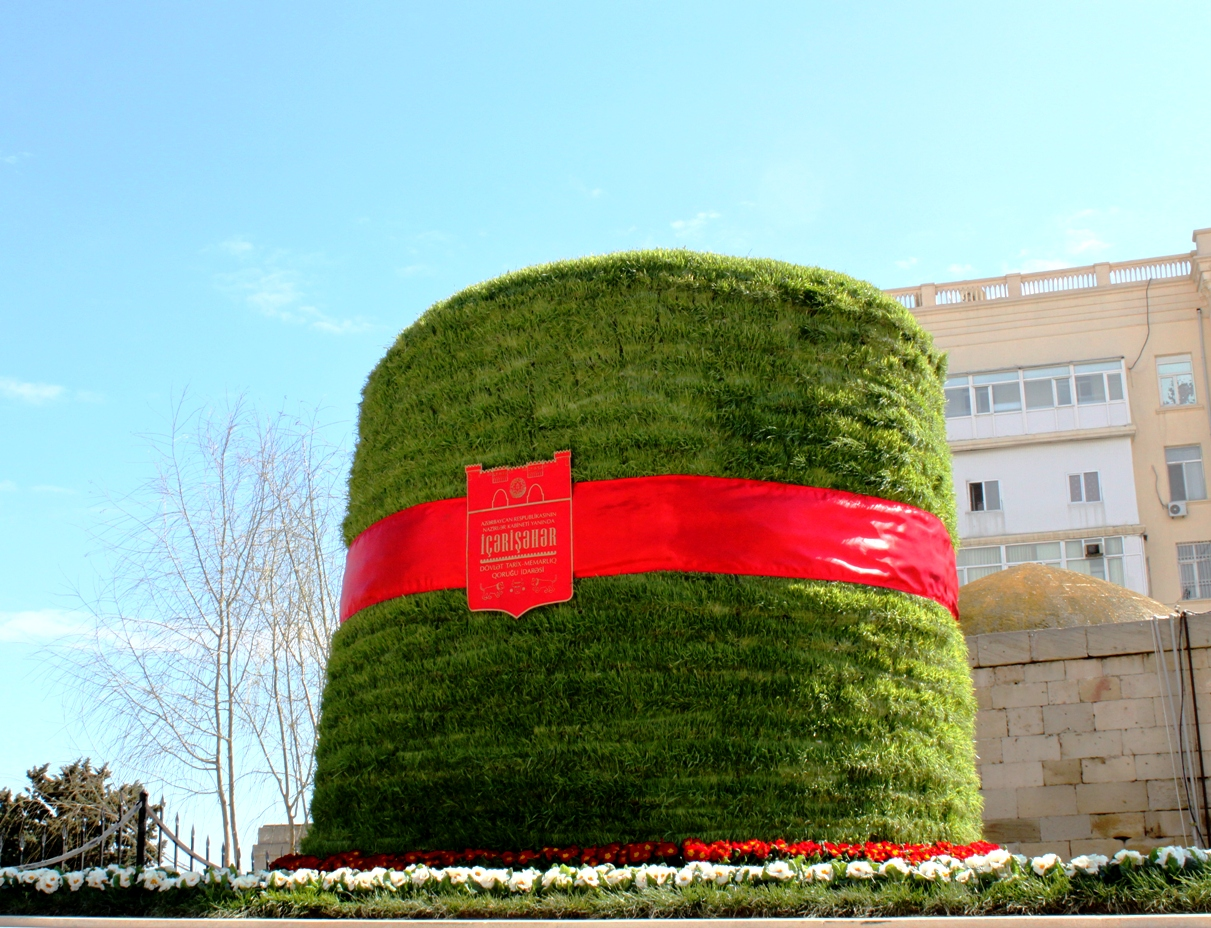
Огромное семени на одной из центральных улиц Баку
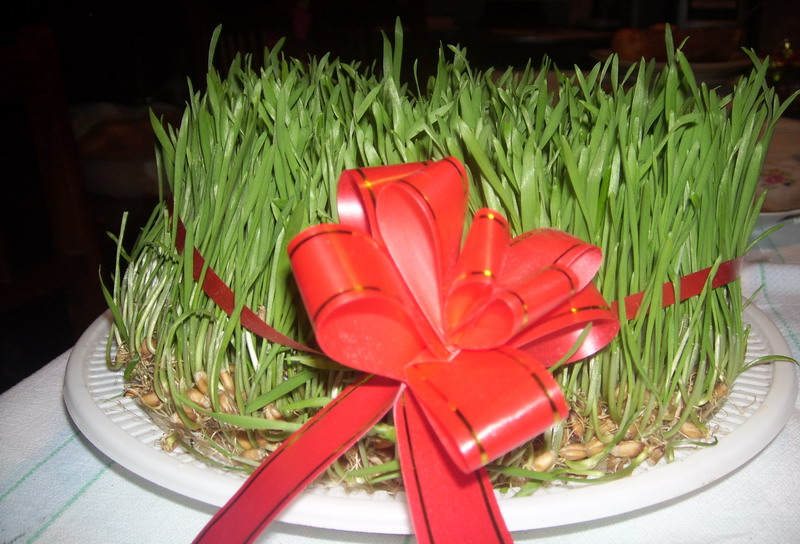
Сэмэни — выращенный дома
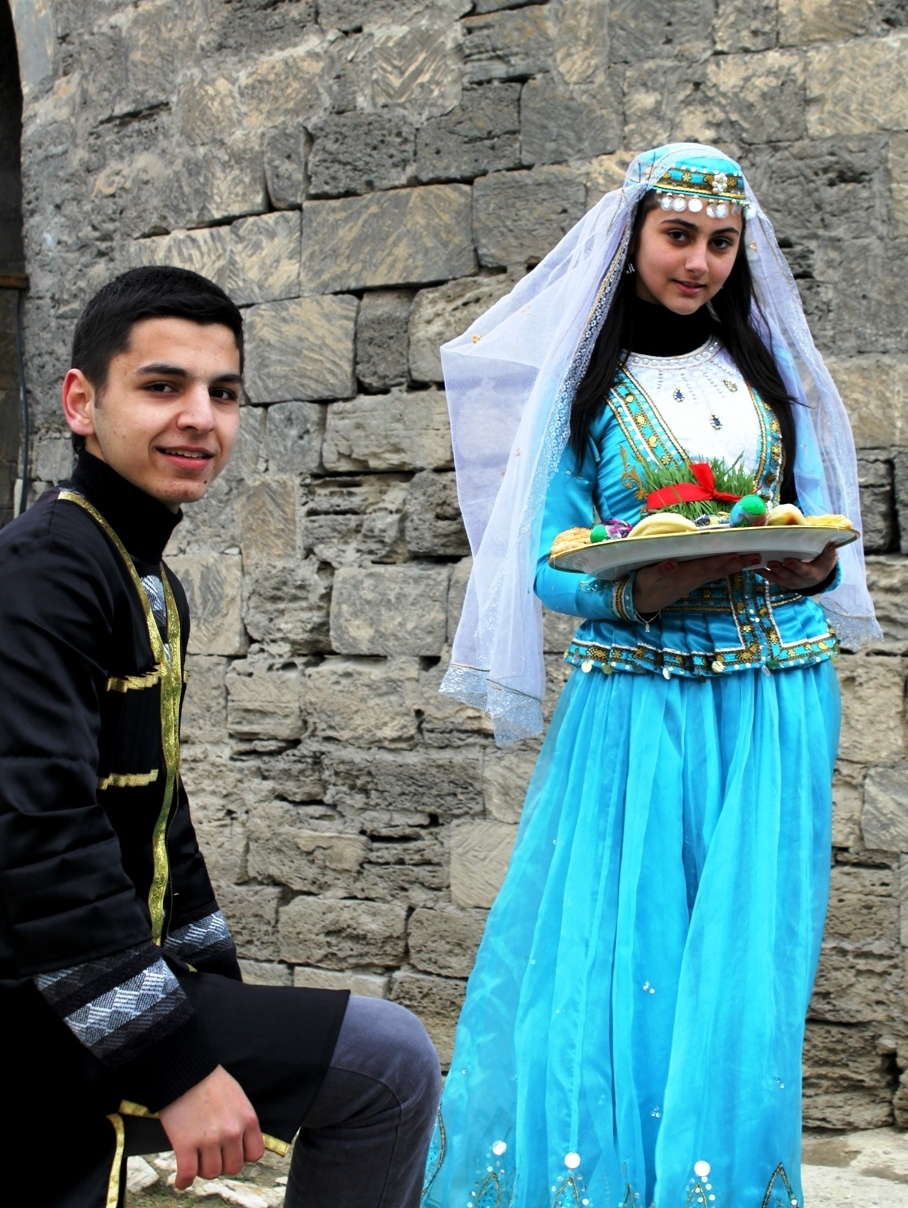
Сэмэни в центре праздничной хончы
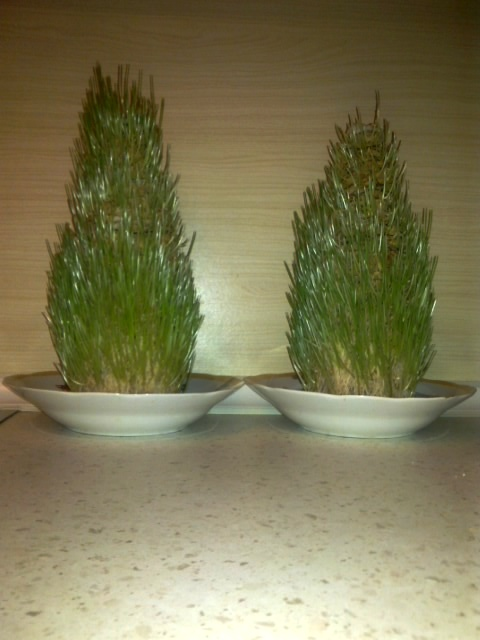
Разновидности сэмэни